# Betonnen schip

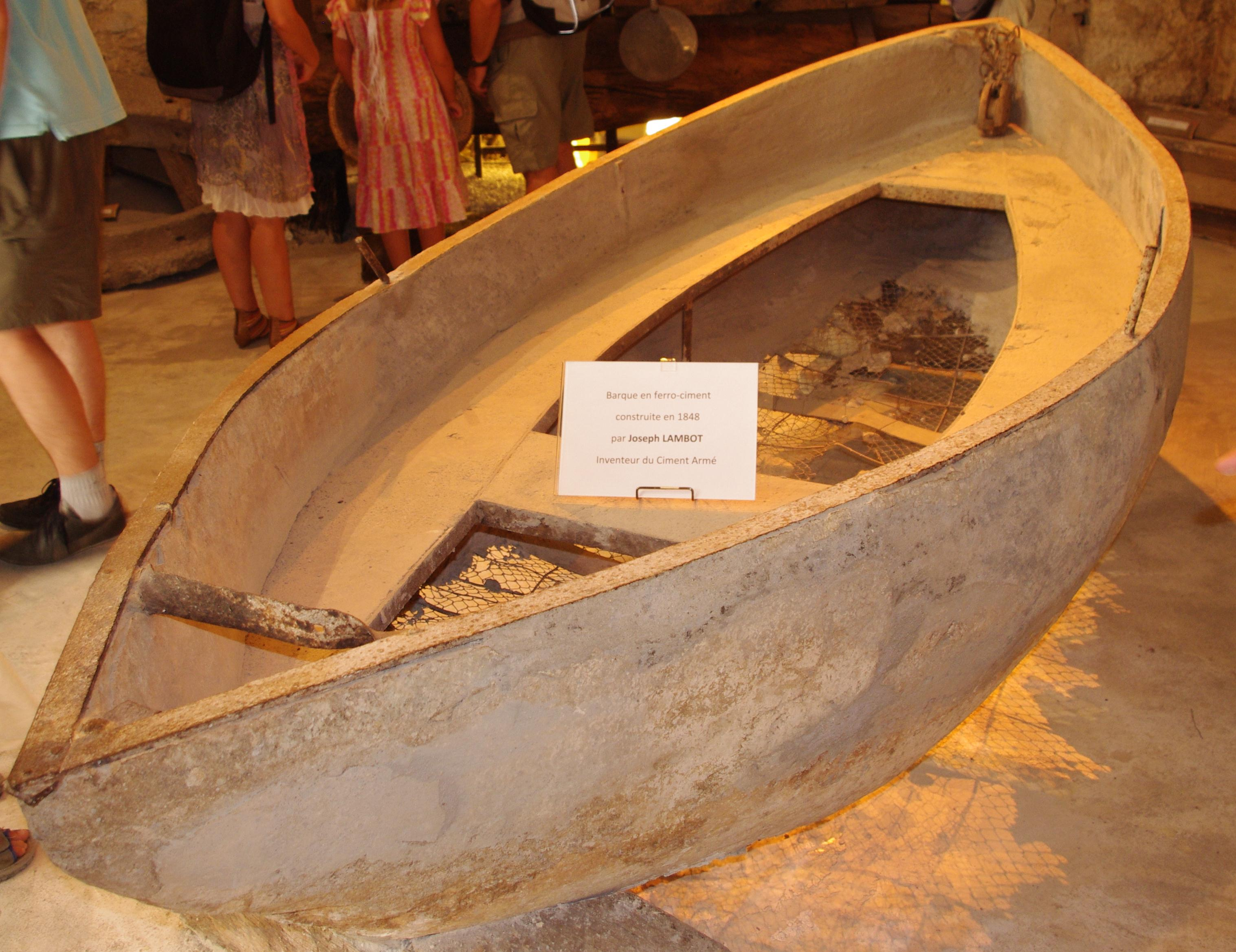
De roeiboot van Joseph-Louis Lambot (Musée des Comtes de Provence)

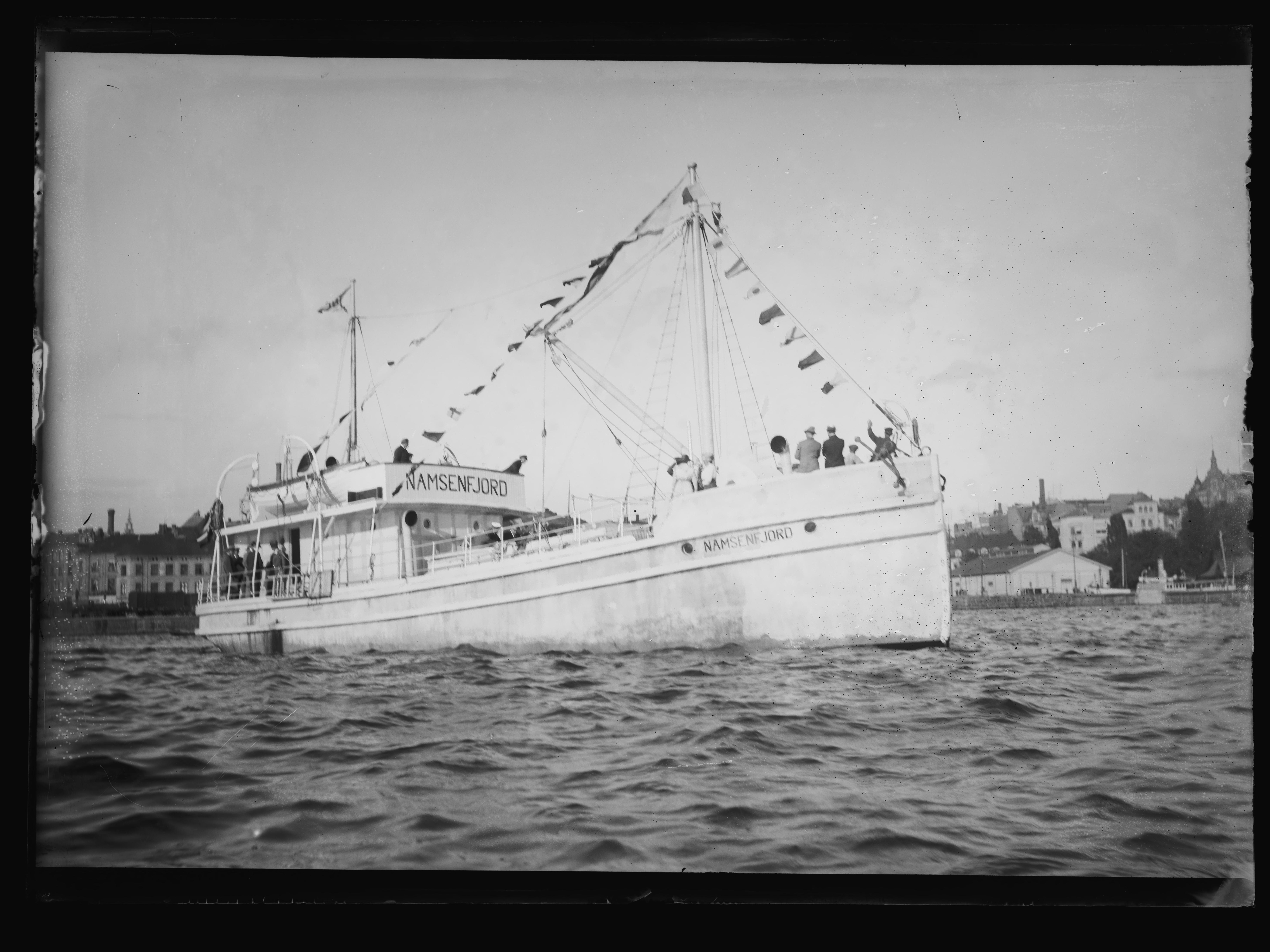
Namsenfjord

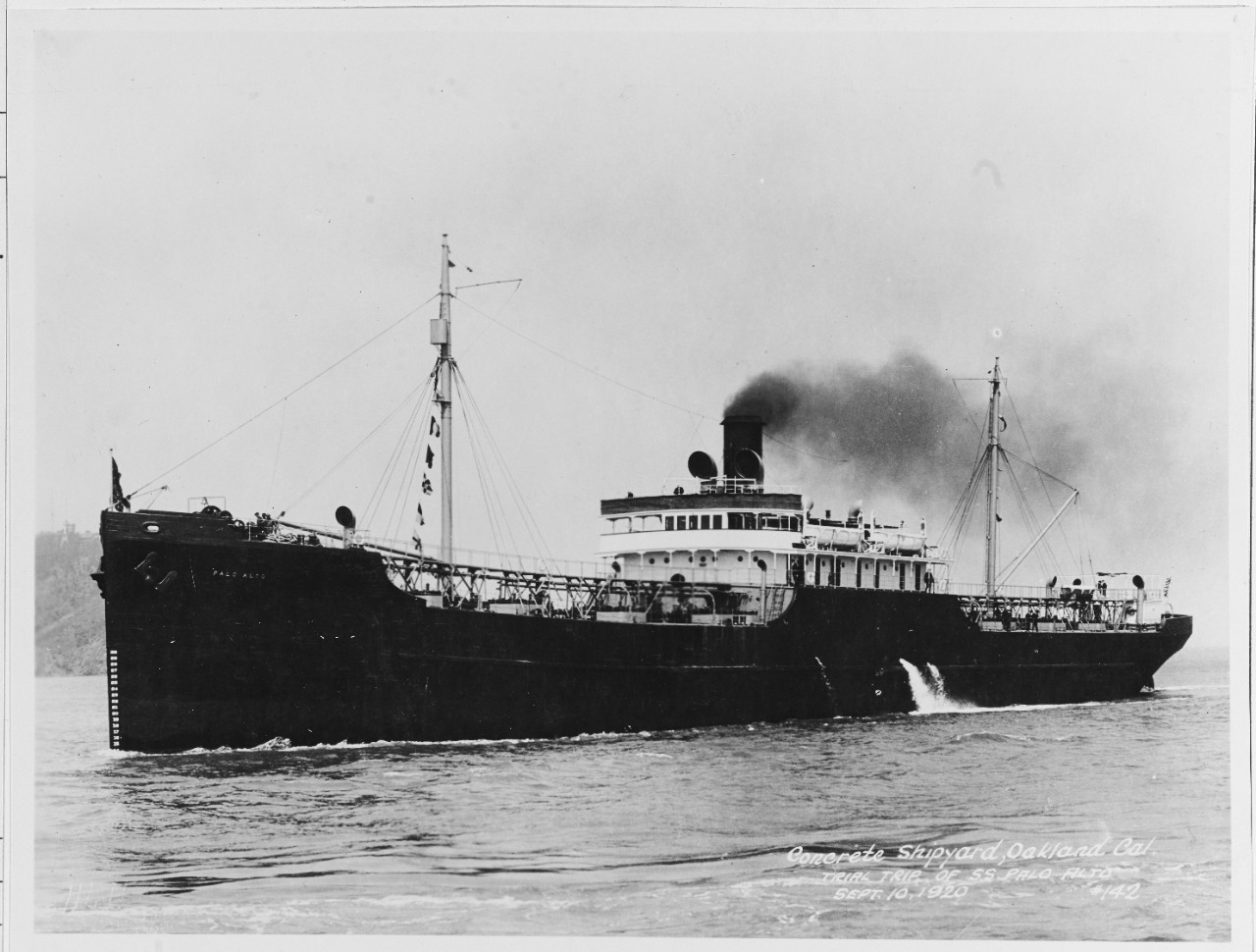
Olietanker Palo Alto (1919)

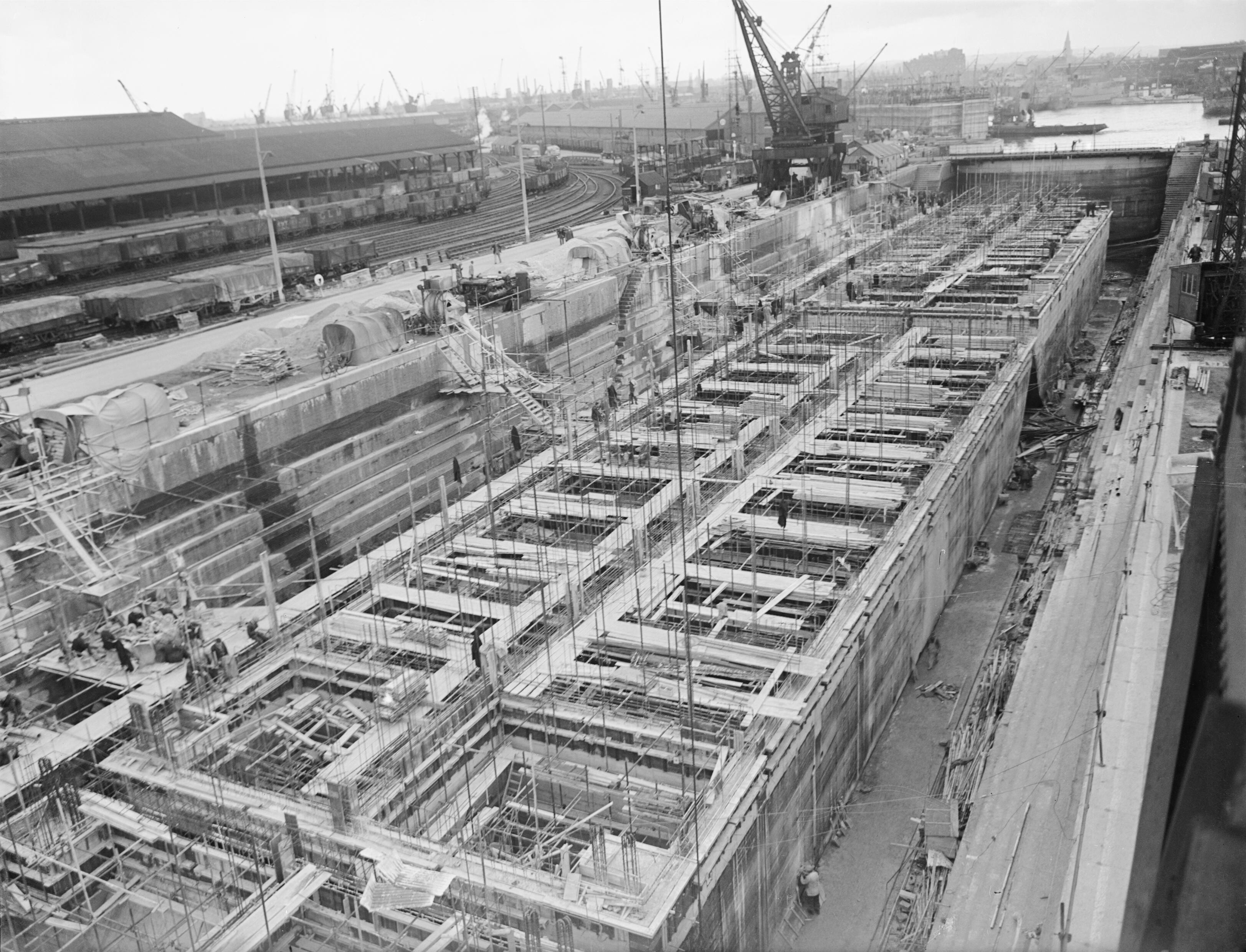
Bouw van Phoenix-caissons voor een Mulberryhaven

Een betonnen schip is een vaartuig gebouwd van beton. Deze scheepsbouwmethode wordt vooral toegepast als traditionele bouwmaterialen als hout en staal schaars zijn. De voordelen van beton zijn de lagere kosten en de goede beschikbaarheid van het materiaal. De nadelen zijn de hogere arbeidskosten en de kosten om het schip in de vaart te houden.

## Bouw
Beton is een mengsel van cement, zand en grond dat na toevoeging van water hard wordt. Het is eenvoudig te verwerken, voor de bouw worden mallen gemaakt waartussen het beton wordt gestort. Eenmaal hard dan worden de mallen verwijderd en resteert een betonnen vaartuig. Het beton kan worden verstevigd met betonijzer of gaaswapening. Constructies van voorgespannen beton zijn ook bekend.
Bouwen met beton heeft een aantal voordelen, de grondstoffen zijn vaak ruimschoots aanwezig en de materiaalkosten zijn laag. Het is eenvoudiger te maken waardoor met minder vakbekwaam personeel kan worden volstaan. Betonnen schepen hebben een langere levensduur, roesten niet en laten minder water door dan schepen met stalen platen bevestigd met klinknagels.
Nadelen zijn het grotere gewicht, omdat er voor een schip met vergelijkbaar draagvermogen meer beton nodig is dan voor een stalen schip. De dikkere wanden en bodem gaan ten koste van de hoeveelheid nuttige lading die kan worden meegenomen. Het beton moet dik genoeg zijn om te voorkomen dat het zeewater de wapening aantast.

## Geschiedenis
De belangstelling voor betonnen schepen neemt vooral toe in oorlogssituaties waarbij een tekort aan staal zich manifesteert. Aan het einde van de 19e eeuw waren er betonnen binnenschepen in Europa, maar vooral tijdens de Eerste en Tweede Wereldoorlog werden ze gebouwd.
Het oudste bekende vaartuig van ferrocement was een roeiboot, in 1848 gebouwd door Joseph-Louis Lambot in Frankrijk. Dit vaartuig was te zien op de Exposition Universelle die in 1855 in Parijs werd gehouden. Vanaf de jaren 1860 werden in Europa betonnen schepen gebouwd voor gebruik op kanalen.
Op 2 augustus 1917 werd de Namsenfjord te water gelaten. Dit was een ontwerp van Nicolay Fougner uit Noorwegen. Het schip was bestemd voor zeereizen en was 26 meter lang en mat 200 ton. Het was redelijk succesvol en Fougner kreeg twee orders voor grotere schepen. De markt was echter groter in de Verenigde Staten en met zijn broer Herman richtte hij Fougner Concrete Shipbuilding Company op in New York. Dit bedrijf kreeg de opdracht voor de bouw van de Polias van 2564 ton. Deze deed drie maanden goed dienst. In een februaristorm liep het vast aan de grond voor de kust van Maine.
Op 12 april 1918 nam president Woodrow Wilson het initiatief om snel en veel schepen te bouwen voor de bevoorrading van het Amerikaanse leger in Europa. Hieronder vielen ook 24 betonnen schepen en bij het einde van de Eerste Wereldoorlog waren er 12 in aanbouw. Geen enkel exemplaar was voltooid al werden ze wel later afgemaakt. SS Selma was het grootste en werd op 28 juni 1919 te water gelaten. Het was 129,5 meter lang, 16,5 meter breed en mat 7500 ton. Nog geen jaar later raakte het zwaar beschadigd bij een ongeluk, het werd niet meer hersteld en werd afgezonken. De SS Palo Alto was een vergelijkbare tanker met 16 ruimen en een totale capaciteit van zo'n drie miljoen gallon aan olie. De bouwkosten waren US$ 1,5 miljoen en ze kwam in oktober 1920 in de vaart. De oorlog was voorbij en de regering wilde het verkopen, maar dit mislukte keer op keer. In 1929 werd ze gekocht voor een attractiepark. Het schip werd hiervoor aangepast en op locatie afgezonken, maar het park ging failliet en de SS Palo Alto ligt er nog altijd. De andere schepen werden ook verkocht aan particuliere bedrijven die ze gebruikten voor de scheepvaart, de opslag of ze werden gesloopt.
In het interbellum was er weinig commerciële of militaire belangstelling voor betonnen scheepsbouw omdat andere scheepsbouwmethoden goedkoper en minder arbeidsintensief waren en andere soorten schepen goedkoper te exploiteren waren.
Tijdens de Tweede Wereldoorlog ontstond weer een tekort aan staal. Men greep terug op beton als bouwmateriaal voor de schepen. Na de oorlog werden veel schepen afgedankt en gebruikt als golfbrekers. Bij Powell River, een plaats in Brits-Columbia, liggen er tien om een kleine haven te vormen voor bakken met houtsnippers. Van de tien schepen is er een nog gebouwd tijdens de Eerste Wereldoorlog. In Virginia liggen er sinds 1948 negen schepen ook als golfbreker. Deze schepen zijn identiek en werden gebouwd door McCloskey and Company in Florida en maakten deel uit van een order voor 24 stuks. De schepen zijn 102 meter lang. In Europa speelden betonnen vaartuigen een rol bij de landingen op D-Day in Normandië. Ze werden gebruikt voor de Mulberryhavens als blokschepen, drijvende pontons en voor het transport van brandstof en munitie.

## Voorbeelden
In Antwerpen ligt het kerkschip Sint-Jozef. Het werd tijdens de Tweede Wereldoorlog gebouwd en deed na 1944 dienst als opslagplaats voor steenkool. In 1950 kwam het in bezit van het aartsbisdom Mechelen dat het verbouwde tot kerkschip. Sinds 2011 is het beschermd als varend erfgoed.
Het Deutsches Schifffahrtsmuseum in Bremerhaven heeft de betonnen Paul Kossel in de collectie. Dit schip werd in 1920 gebouwd en heeft een lengte van 15 meter.
In Artis te Amsterdam lag in de vijver een betonnen bootje dat in de 40er jaren dienst deed o.a. om pelikanen en aalscholvers te voederen en in 1887 is gebouwd door de firma Picha-Stevens te Sas van Gent. In 1890 richtte deze firma de Amsterdamsche Fabriek van Cementijzerwerken op en toen moet het bootje naar Amsterdam zijn verhuisd waar het in  1941 cadeau werd gegeven aan Artis. 

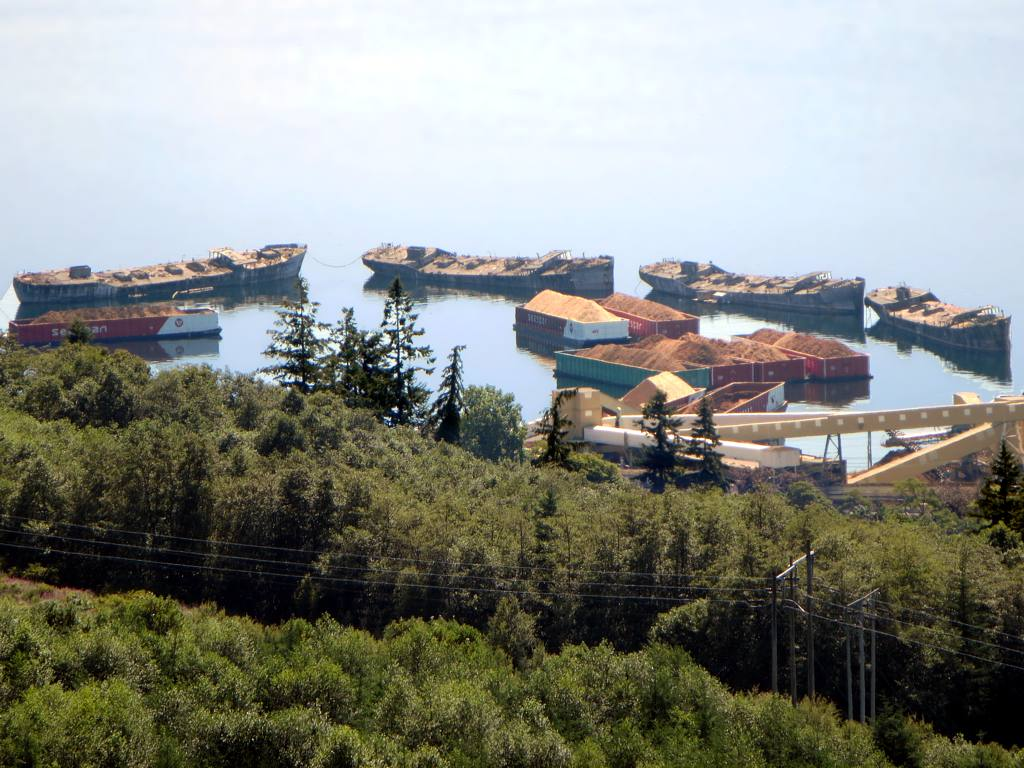
Betonnen schepen als golfbrekers bij een papierfabriek in Canada
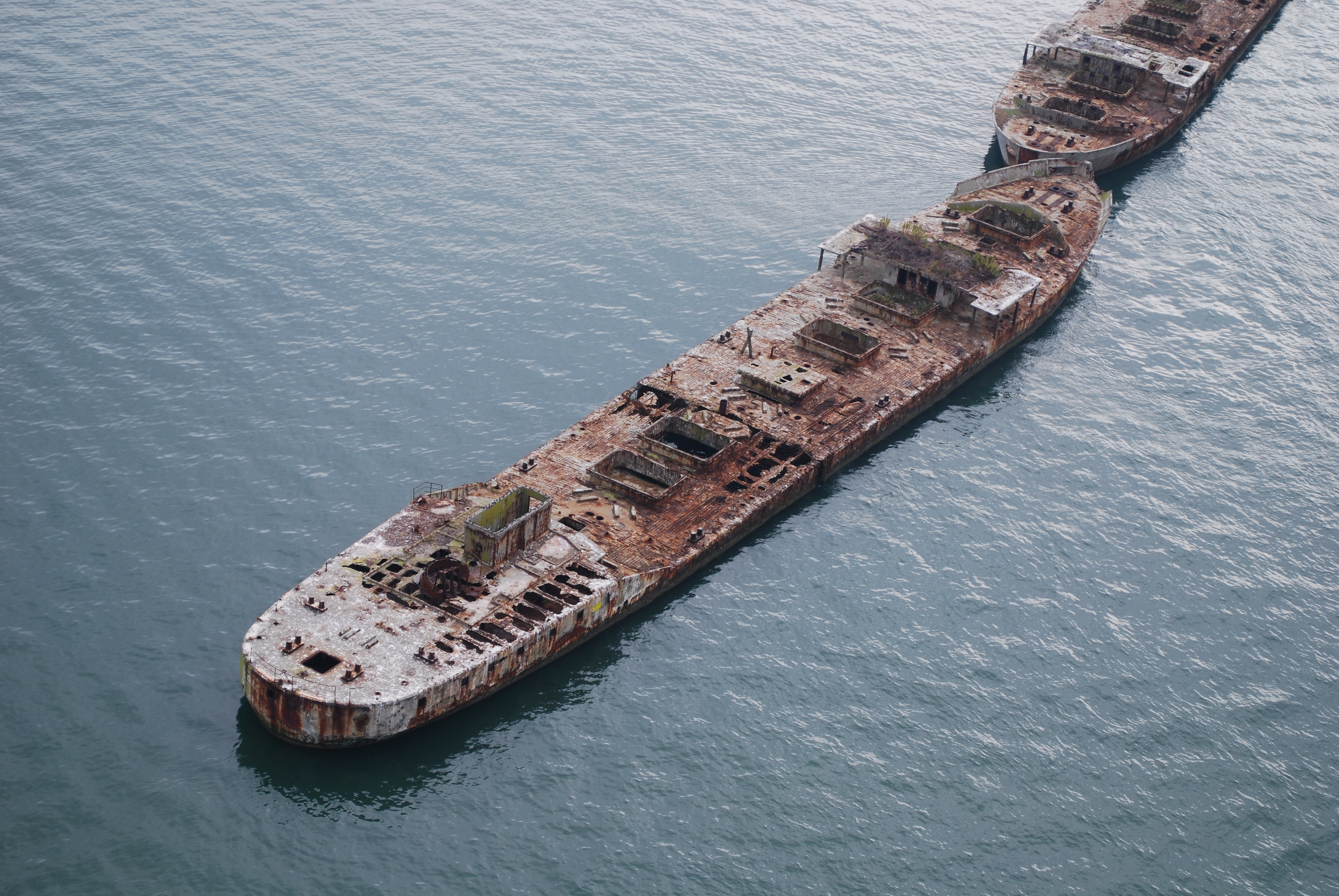
De golfbreker bij Kiptopeke in Virginia
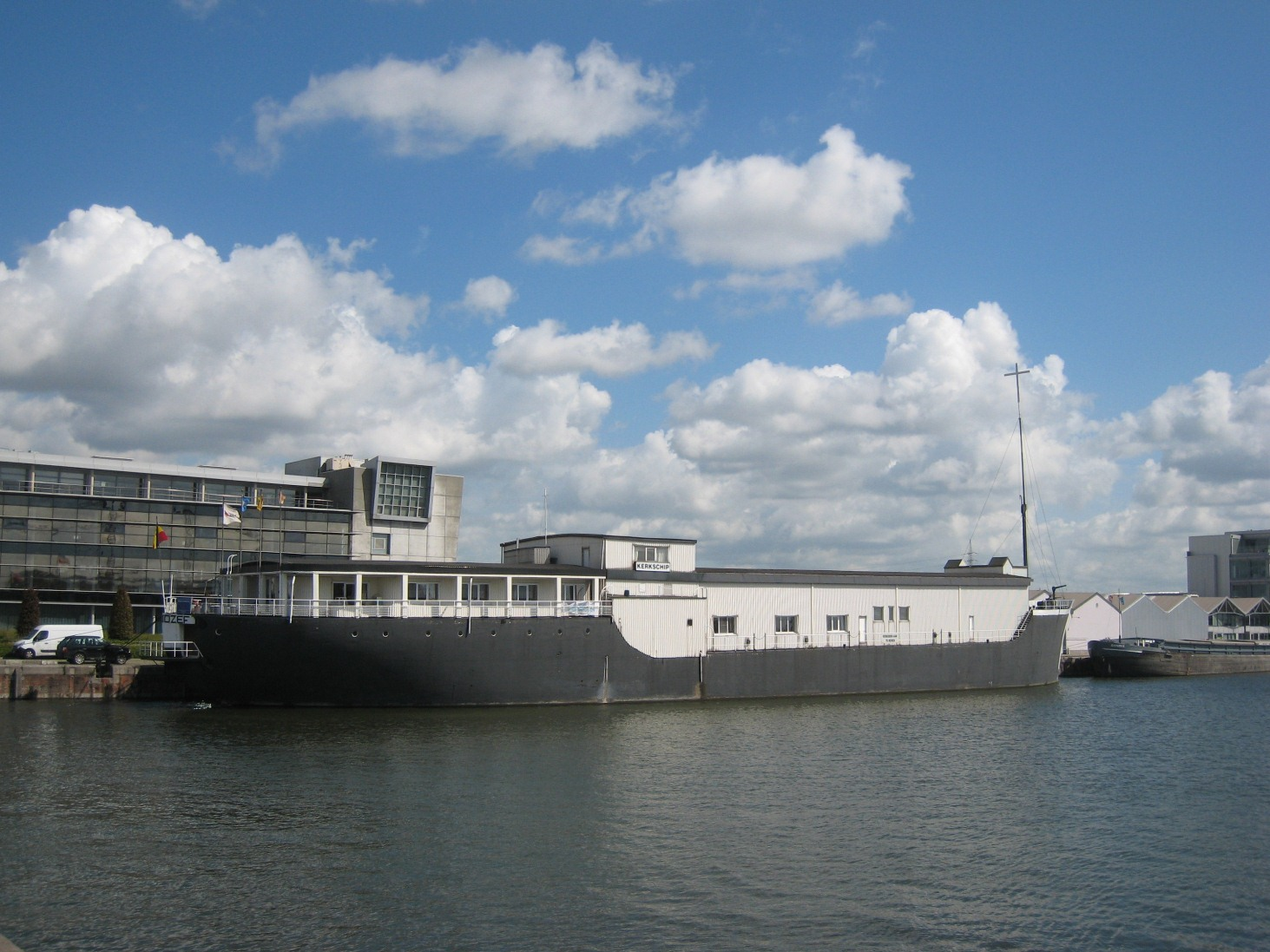
Kerkschip Sint-Jozef
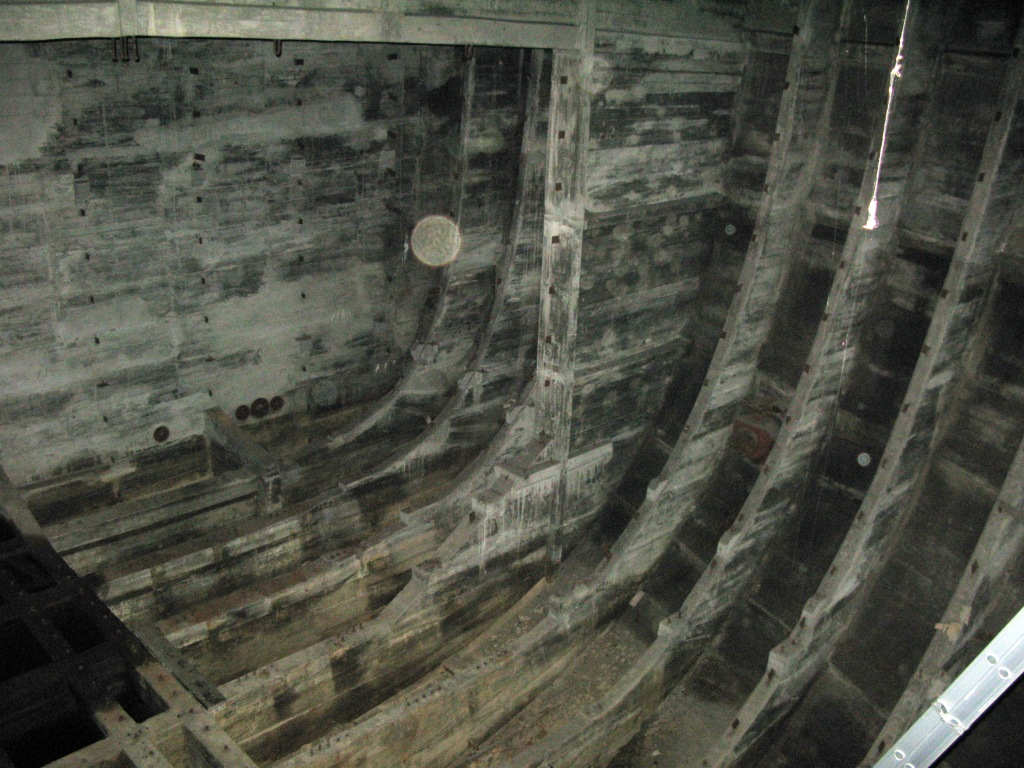
Betonnen spanten en binnenzijde romp van kerkschip Sint-Jozef
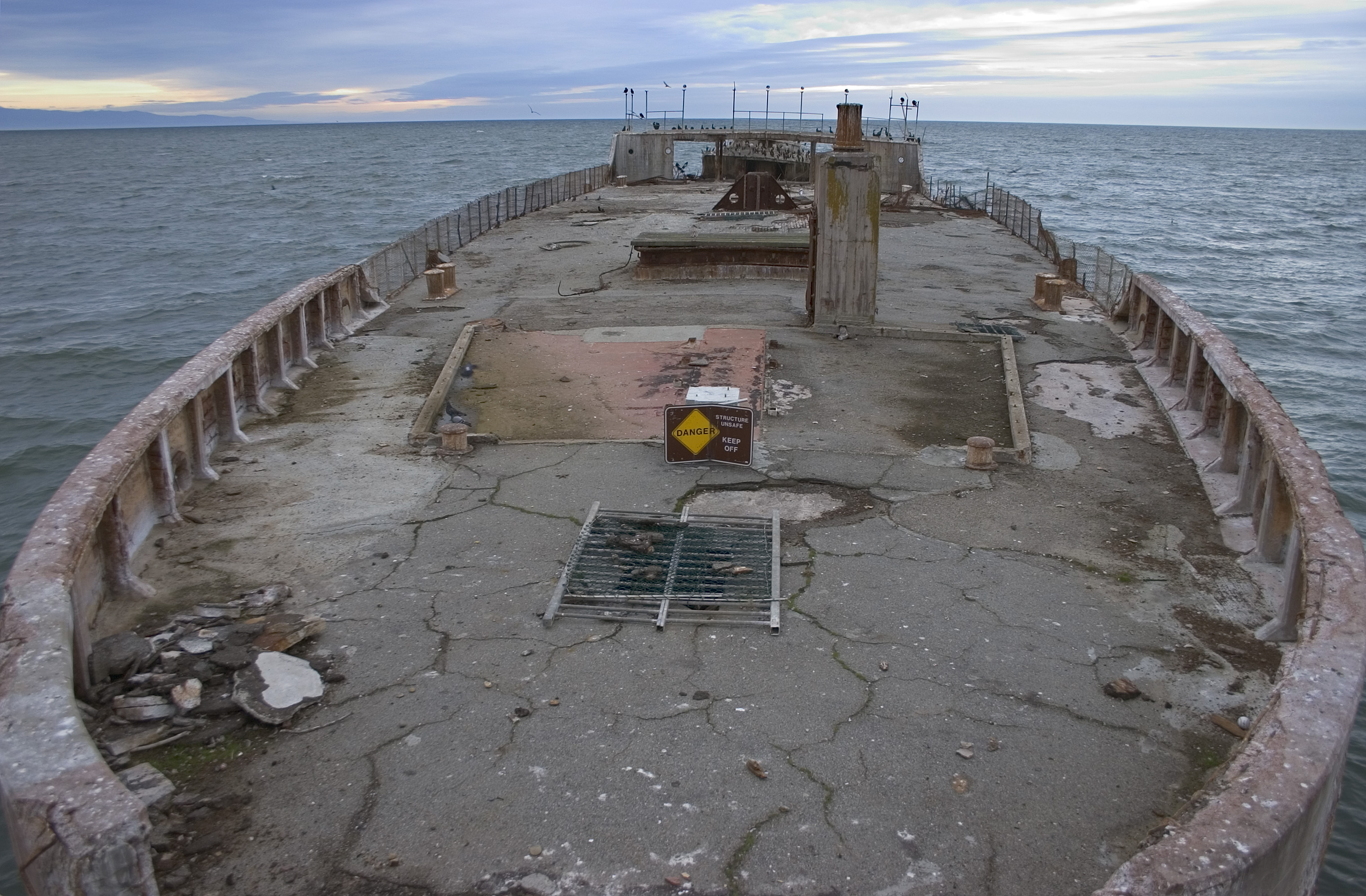
Het dek van het wrak van de Palo Alto